# Léa Murie
Pas d'image ? Cliquez ici

a Compétitions nationales et continentales officielles uniquement.

b Matchs officiels uniquement.
Dernière mise à jour le 6 novembre 2021.
Léa Murie, née le 21 mai 1998 à Lagny-sur-Marne, est une joueuse internationale française de rugby à XV évoluant au poste d'ailier.

## Biographie
Léa Murie est née le 21 mai 1998, à Lagny-sur-Marne. Habitant dans sa jeunesse à Saugnac-et-Cambran, elle étudie à Dax au collège d'Albret puis au lycée de Borda. Pratiquant dans un premier temps l'athlétisme, elle joue ensuite au rugby à XV avec les Pachys d'Herm à partir de 2012. Elle est appelée pendant qu'elle joue avec les Pachys en sélections régionales, puis en sélection nationale en catégorie junior.
Une fois obtenu son baccalauréat en France, elle entreprend des études en STAPS et rejoint en parallèle les Lionnes de l'UBB, section féminine du Stade bordelais, à partir de la saison 2016-2017. Elle étudie ensuite dans une école de la banlieue de Toulouse, et intègre l'équipe féminine du Stade toulousain à partir de la saison 2018-2019.
Elle dispute son premier match avec l'équipe de France féminine dans le Tournoi des Six Nations le 2 février 2019 contre le pays de Galles lors de la 1re journée du Tournoi 2019. Elle inscrit deux essais lors de ce match.

## Palmarès

### En club
- Championnat de France :
  - Vainqueur (1) : 2022
  - Finaliste (1) : 2019